# Söderhamns Verkstäder

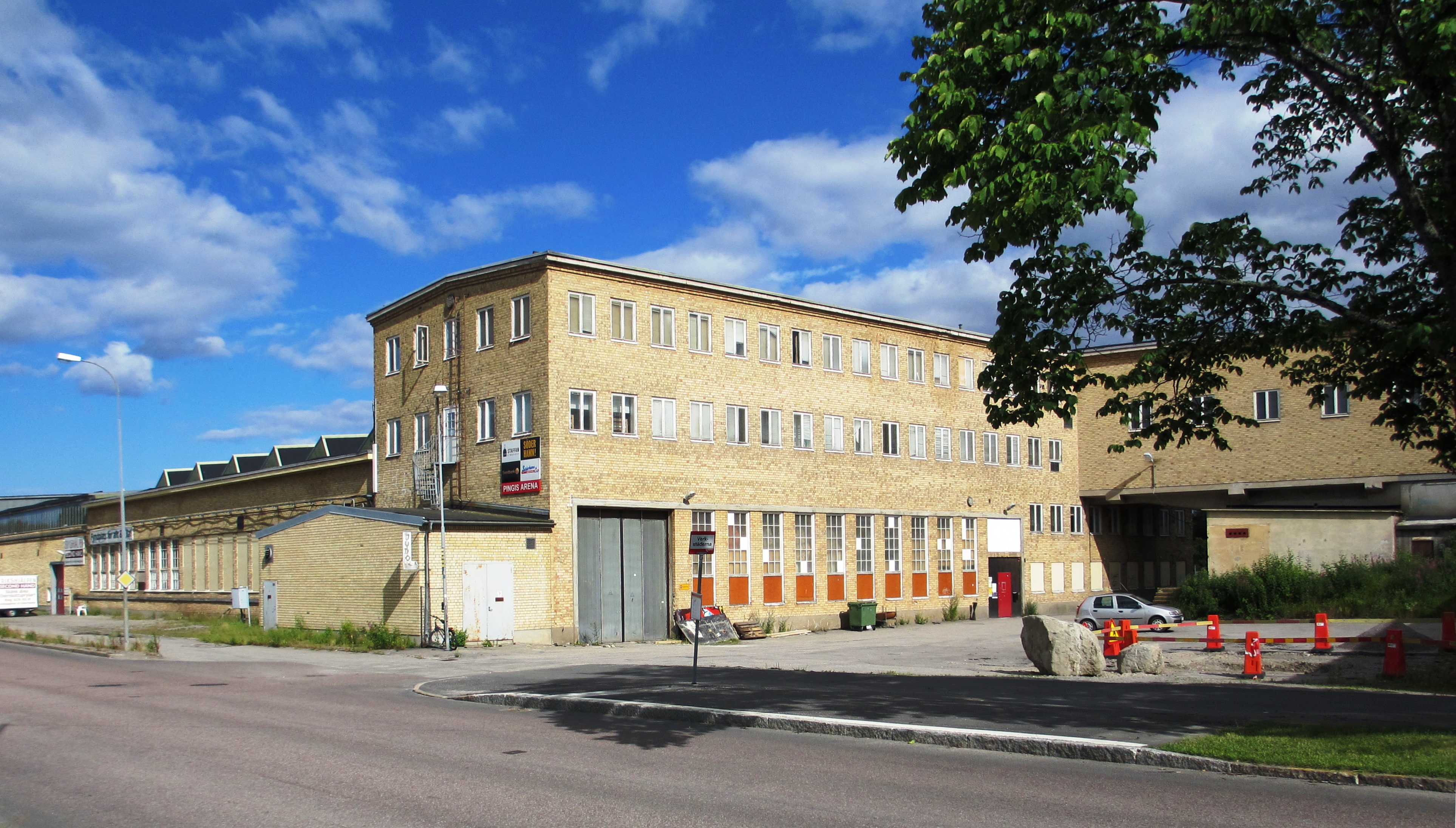
Industribyggnader vid Granskär som tillhört Söderhamns Verkstäder.

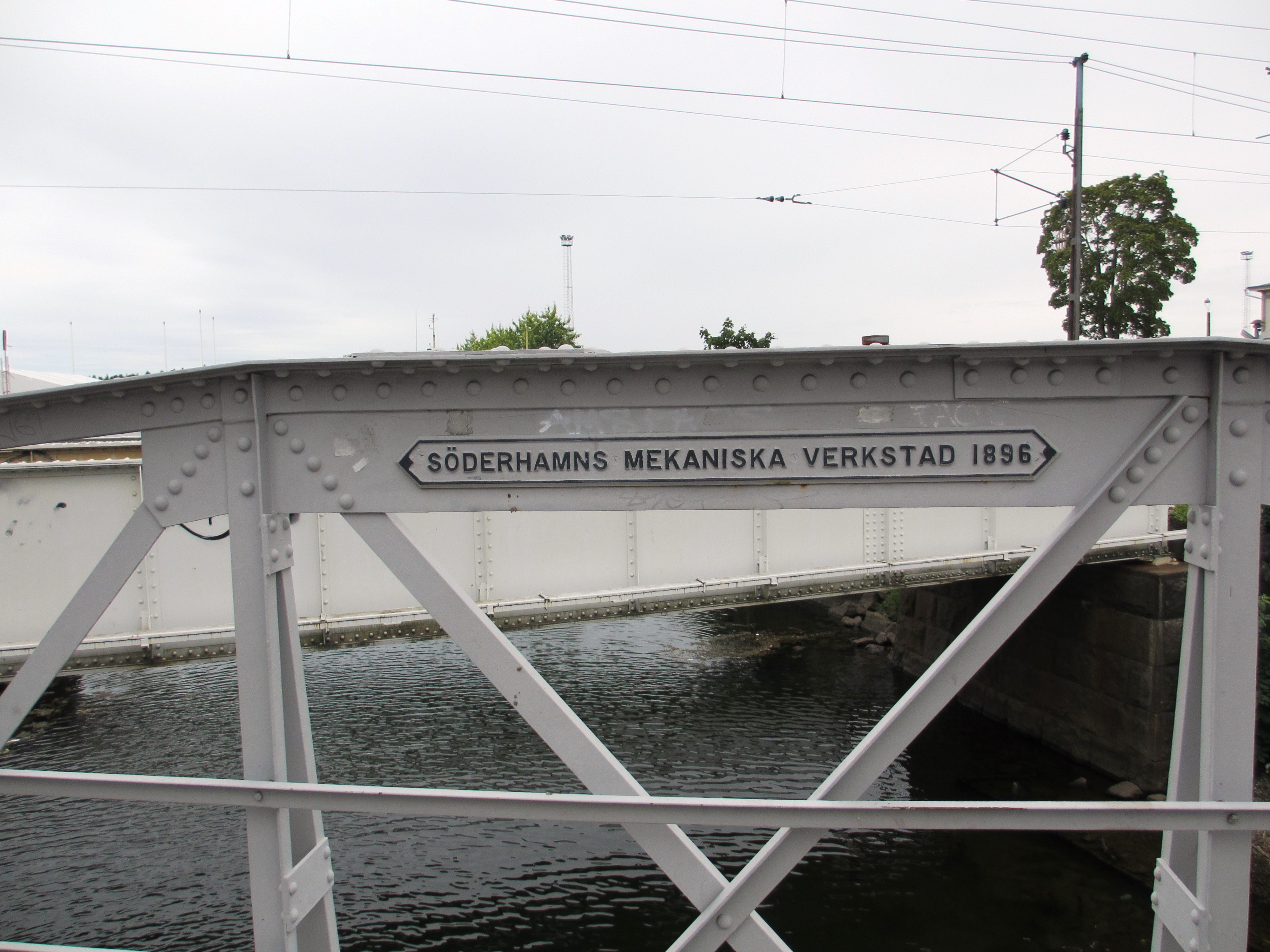
Stålbro i Hudiksvall tillverkad 1896 av Söderhamns Mekaniska Verkstad.

Söderhamns Verkstäder AB är ett industriföretag i Söderhamn som grundades 1864 och som, efter en rad ombildningar, delvis fortlever i det nuvarande företaget USNR AB.  

## Företagets äldsta historia
Företaget grundades i Söderhamn 1864 som Wändinge (eller Wänningens) gjuteri av fabrikör Carl Fredrik Jäderberg. Företaget ombildades 1879 till AB Jäderberg & Co., samtidigt som en plåtslagareverkstad inrättades. Bolaget, nu under namnet Söderhamns Mekaniska verkstads AB inköpte det 1877 upphörda varvets område vid Stenåker, uppförde en fartygsslip och byggde 1901-02 två lastångare, "Bylgia" och "Olaus Olsson" à 2 000 ton, men varvsrörelsen gick med stora förluster och bolaget likviderades. Bolaget ombildades 1908 till Söderhamns Nya Verkstads AB under ledning av civilingenjör J. Ekelöf. Tillverkningen utgjordes nu huvudsakligast av sågverksmaskiner, maskinerier för transportanordningar, trätuggare, ångpannor och gjutgods av stål och järn. Man introducerade också linberedningsmaskinen Helsingen, vilken blev en stor framgång. Arbetsstyrkan var 1917 omkring 250 man.

## Svenska Maskinverken
År 1917 uppgick Söderhamns Nya Verkstads AB i AB Svenska Maskinverken med säte i Stockholm, som bildats på initiativ av ingenjörerna Frank Hirsch och Johan Ekelöf. Detta bestod ursprungligen även av två andra större svenska maskinverkstäder, AB Frank Hirschs maskiner i Stockholm och AB Södertelge Verkstäder, men senare även kom att innefatta verksamhet på fler orter. Då bolaget 1921 försattes i konkurs, bildade de intresserade bankerna, Skandinaviska Kredit AB och Stockholms Enskilda Bank, ett nytt bolag, som övertog rörelsen, nu med huvudkontor i Södertälje och med civilingenjör Per Deurell som verkställande direktör. En del av bolagets fabriker nedlades, medan verksamheten i Söderhamn fortsatte som förut.

## Åter självständigt företag
År 1941 utbröts verksamheten i Söderhamn och bildade ett nytt bolag, Söderhamns Verkstäder AB med Lars Dalman som verkställande direktör. Företaget fortsatte att utveckla och tillverka maskiner till sågverksindustrin. Det var under många år också känt för sina huggmaskiner till cellulosaindustrin. Den på 1950-talet introducerade barkningsmaskinen med namnet Cambio blev ett världsbegrepp. På sönderdelningssidan var länge ramsågen huvudprodukt, men på 1960-talet kom reducertekniken, vilken senare i kombination med bandsågstekniken gav reducerbandsågen. Företaget utvecklade också bland annat kantautomaten, som blev en av dess huvudprodukter.

## På senare år
Företaget uppgick 1964 i Kockumgruppen under namnet Kockums Söderhamn, från 1973 Kockums Industrier AB, vilket från 1979 ingick i Statsföretag, senare Procordia. År 1985 såldes skogsmaskindivisionen, medan sågverksdivisionen återtog det ursprungliga namnet och 1987 såldes till Mercurius Industri AB. År 1991 sammanslogs företaget med AKE, AB A.K. Eriksson i Mariannelund och har under namnet Söderhamn Eriksson nått en världsledande position i branschen. USNR förvärvade Söderhamn Eriksson från Cellwoodgruppen år 2015 och Söderhamn Erikssons organisation integrerades i USNR och kom att utgöra USNR,s europeiska del. Man kom att använda det gemensamma namnet USNR - Söderhamn Eriksson en tid men sedan 2018 heter den svenska delen av organisationen USNR AB.  